# ستيلا ماكسويل
ستيلا ماينز ماكسويل (بالإنجليزية: Stella Maxwell)‏ (ولدت في 15 مايو 1990 في بلجيكا) عارضة أزياء بريطانية ونيوزيلندا. منذ عام 2015، كانت واحدة من ملائكة فيكتوريا سيكريت. منذ أواخر عام 2016، ارتبطت بالممثلة كريستين ستيوارت.

## النشأة
ولدت ستيلا ماكسويل في بلجيكا قبل أن تتحرك مع عائلتها إلى أستراليا وبعد ذلك نيوزيلندا عندما كانت في سن 14. بدأت حياتها مهنة في عروض الأزياء بينما كانت في الكلية، اكتسب شهرة عالمية عندما سارت في معرض فيكتوريا سيكريت للأزياء في عام 2014، وأصبحت فيكتوريا سيكريت أنجل في عام 2015 , كما قدمت عروض لعدد من المصممة لألكسندر ماكوين، H & M، بوما، تجار الملابس في المناطق الحضرية، مارك جاكوبس وموشكينو. ظهرت ستيلا أيضا في العديد من المجلات، بما في ذلك إيلي، غلامير وفوغ المملكة المتحدة.

## روابط خارجية
- ستيلا ماكسويل على موقع IMDb (الإنجليزية)
- ستيلا ماكسويل على موقع قاعدة بيانات الفيلم (الإنجليزية)
- ستيلا ماكسويل على موقع دليل عارضات الأزياء (الإنجليزية)
- ستيلا ماكسويل في موديلز.كوم